# 永峰大輔
永峰 大輔（ながみね だいすけ、1977年 - ）は千葉県生まれの指揮者。ジャパン・アーツ所属。
洗足学園音楽大学附属指揮研究所を経て、ヴァイマル・フランツ・リスト音楽大学を経て、メクレンブルク・フォアポマーン州立歌劇場で研鑽を積む。

## 経歴
- 2012年から2015年に神奈川フィルハーモニー管弦楽団副指揮者として、主催公演を含む年間20公演以上を指揮する。
- 2015〜2016年シーズンには、NHK交響楽団にて首席指揮者パーヴォ・ヤルヴィのアシスタントを務める。
- 2014年 ICW国際指揮コンクールで最優秀指揮者に選出[2]。
- エレアザール・デ・カルヴァーリョ音楽祭に客演指揮者として招聘され、日伯移民100周年を記念する演奏会を指揮し絶賛を受けた[3]。
- JAGMO（Japan Game Music Orchestra）では、指揮者として最多出演。

## 人物
- 同志社大学法学部法律学科卒業。
- 大学時代にアマチュアオーケストラでホルンを演奏。「クラシック音楽を正確に理解し、後世に伝えていきたい」と当時師事していたホルンの先生にプロの道に進みたいことを伝えると、「それならば指揮者を志すがよい」と助言をうけ指揮者になる事を決意。

## 客演
- 大阪交響楽団
- 群馬交響楽団
- 新日本フィルハーモニー交響楽団
- 仙台フィルハーモニー管弦楽団
- 名古屋フィルハーモニー交響楽団
- 日本フィルハーモニー交響楽団
- 兵庫芸術文化センター管弦楽団
- 山形交響楽団[1]
- JAGMO（JapanGameMusicOrchestra）